# Genis-Vell
Genis-Vell kitalált szereplő, szuperhős (néha antihős) a Marvel Comics képregényeiben. A szereplőt Ron Marz és Ron Lim alkotta meg. Első megjelenése a Silver Surfer Annual 6. számában volt, 1993-ban.
Genis-Vell Mar-Vell, az első Csodakapitány vér szerinti fia, azonban nem Mar-Vell nemzette őt, hanem annak halála után szerelme, Elysius termékenyítette meg magát Mar-Vell genetikai állományából. Genis öregedését mesterségesen felgyorsította anyja, hogy a gyermek ne legyen kiszolgáltatva apja régi ellenségeinek. Genis apja után felvette a Csodakapitány, majd később a Foton nevet.
Genis-Vell a nevét a biológiai rendszertan nemzetség, latinul genus kategóriájáról kapta. Ugyanígy húga, Phyla-Vell neve a törzs, latinul phylum szóból származik.